# Неве-Ям
Неве-Ям — кибуц на севере Израиля. Расположен примерно в двадцати километрах к югу от Хайфы, находится под юрисдикцией регионального совета Хоф-ха-Кармель.

## История
Основан членами организации Гордония в начале 1940-х годов.
Первоначально кибуц назывался Маапилим и располагался на холме, на котором сегодня расположен аквапарк. Однако через несколько лет переехал на свое нынешнее место. Основным промыслом в кибуце была рыбная ловля с использованием лодок. В 1940-х годах на пляже Неве-Ям проводились курсы гребцов на вельботах в рамках Хапоэль «Неве-Ям». В 1945 году началось строительство санатория Нун и консервного завода. В 1947 году кибуц получил свое нынешнее название. После Войны за независимость кибуц получил землю и начал развивать сельское хозяйство. Морская рыболовная промышленность постепенно была заброшена и окончательно прекратила свое существование в 1955 году. Жизнь рыбака, оторванного от семьи и общественной деятельности, была очень тяжелой для идеалистов, основавших кибуц, и постепенно его члены отказались от рыболовной промышленности и кибуца, а два рыболовных судна, которыми управлял кибуц, были заброшены.
В 1953 году, на фоне раскола в кибуцном движении, члены Ягура были приняты в кибуц. В 1954 году были вырыты рыбоводные пруды. В 1978 году завод «Нун» был продан концерну Кур.
В 2009 году, после того как в кибуце осталось всего около пятидесяти членов было принято решение укрепить кибуц группой из нескольких десятков эвакуированных из Гуш-Катифа, поселений на севере сектора Газа и из Кфар-Яма (среди них историк Арье Ицхаки), и для этой цели к северу от кибуца был создан временный караванный поселок. В то же время было одобрено расширение строительства на 350 участков. Несмотря на все это, кибуц столкнулся с трудностями и Регистратор кооперативных обществ назначил ликвидатора.
Основными источниками дохода кибуца являются туризм и сельское хозяйство. Кибуц находится на распутьи относительно своего будущего и рассматривает возможность превращения в общинное поселение, как это уже было сделано в других местах.

## Население
По данным Центрального статистического бюро Израиля, население на начало 2020 года составляло 232 человека.